# Echipa națională de fotbal a Malaysiei
Echipa națională de fotbal a Malaysiei (malaieză Pasukan bola sepak kebangsaan Malaysia) este naționala de fotbal a Malaysiei și este controlată de Asociația de Fotbal a Malaysiei. 

## Recordul competitiv

### Campionatul Mondial
| Anul        | Rund             | MJ | V | E* | Î | GM | GP |
| ----------- | ---------------- | -- | - | -- | - | -- | -- |
| 1930 - 1970 | Nu a participat  | -  | - | -  | - | -  | -  |
| 1974 - 2010 | Nu s-a calificat | -  | - | -  | - | -  | -  |
| Total       | -                | -  | - | -  | - | -  | -  |

### Cupa Asiei AFC
| Cupa Asiei AFC | Cupa Asiei AFC                      | Cupa Asiei AFC | Cupa Asiei AFC | Cupa Asiei AFC | Cupa Asiei AFC | Cupa Asiei AFC | Cupa Asiei AFC | Cupa Asiei AFC |
| Anul           | Rund                                | MJ             | V              | E*             | Î              | GM             | GP             |                |
| -------------- | ----------------------------------- | -------------- | -------------- | -------------- | -------------- | -------------- | -------------- | -------------- |
| 1956 to 1972   | Nu s-a calificat                    | -              | -              | -              | -              | -              | -              | -              |
| 1976           | Faza grupelor                       | 5/6            | 2              | 0              | 1              | 1              | 1              | 3              |
| 1980           | Faza grupelor                       | 6/10           | 4              | 1              | 2              | 1              | 5              | 5              |
| 1984 to 2004   | Nu s-a calificat                    | -              | -              | -              | -              | -              | -              | -              |
| 2007           | Faza grupelor                       | 16/16          | 3              | 0              | 0              | 3              | 1              | 12             |
| 2011           | Faza grupelor                       | -              | -              | -              | -              | -              | -              | -              |
| Total          | Cel mai bun rezultat: Faza grupelor | Prezențe: 3/15 | 9              | 1              | 3              | 5              | 7              | 20             |

** Culoarea roșie indică faptul că turneul a avut loc pe teren propriu.

### Asian Games
| Fotbal la Jocurile Asiei | Fotbal la Jocurile Asiei         | Fotbal la Jocurile Asiei | Fotbal la Jocurile Asiei | Fotbal la Jocurile Asiei | Fotbal la Jocurile Asiei | Fotbal la Jocurile Asiei | Fotbal la Jocurile Asiei | Fotbal la Jocurile Asiei |
| Anul                     | Rund                             | MJ                       | V                        | E*                       | Î                        | GM                       | GP                       |                          |
| ------------------------ | -------------------------------- | ------------------------ | ------------------------ | ------------------------ | ------------------------ | ------------------------ | ------------------------ | ------------------------ |
| 1951                     | Nu a participat                  | -                        | -                        | -                        | -                        | -                        | -                        | -                        |
| 1954                     | Nu a participat                  | -                        | -                        | -                        | -                        | -                        | -                        | -                        |
| 1958                     | Faza grupelor                    | 12/14                    | 3                        | 0                        | 0                        | 3                        | 2                        | 8                        |
| 1962                     | Locul trei                       | 3/8                      | 5                        | 3                        | 0                        | 2                        | 23                       | 9                        |
| 1966                     | Faza grupelor                    | 15/17                    | 3                        | 0                        | 0                        | 3                        | 1                        | 4                        |
| 1970                     | Faza grupelor                    | 16/16                    | 3                        | 0                        | 0                        | 3                        | 0                        | 4                        |
| 1974                     | Locul trei                       | 3/15                     | 7                        | 3                        | 2                        | 2                        | 20                       | 13                       |
| 1978                     | Runda 2                          | 7/14                     | 5                        | 2                        | 0                        | 3                        | 4                        | 10                       |
| 1982                     | Faza grupelor                    | 14/16                    | 3                        | 0                        | 0                        | 3                        | 1                        | 4                        |
| 1986                     | Faza grupelor                    | 15/18                    | 3                        | 0                        | 1                        | 2                        | 2                        | 5                        |
| 1990                     | Nu a participat                  | -                        | -                        | -                        | -                        | -                        | -                        | -                        |
| 1994                     | Faza grupelor                    | 11/18                    | 4                        | 1                        | 1                        | 2                        | 6                        | 11                       |
| 1998                     | Nu a participat                  | -                        | -                        | -                        | -                        | -                        | -                        | -                        |
| 2002                     | Faza grupelor                    | 11/16                    | 3                        | 1                        | 0                        | 2                        | 3                        | 6                        |
| 2006                     | Faza grupelor                    | 23/24                    | 3                        | 0                        | 0                        | 3                        | -                        | -                        |
| 2010                     | Runda 2                          | 16/24                    | 4                        | 1                        | 0                        | 3                        | 3                        | 9                        |
| Total                    | Cel mai bun rezultat: locul trei | Prezențe: 12/16          | 46                       | 11                       | 4                        | 31                       | 65                       | 83                       |

Din 2002, turneul a fost restricționat la echipe cu nu mai mult de trei jucători cu vârsta de peste 23 de ani, iar meciurile de la această competiție nu sunt considerate ca parte a recordurilor realizate de echipa națională, nici selecții nu sunt acordate.